# Marco Pompeyo Silvano
Marco Pompeyo Silvano Estaberio Flaviano  fue un senador romano que vivió en el siglo I, y desarrolló su cursus honorum bajo los reinados de los emperadores Claudio, Nerón, Vespasiano y Tito. Fue cónsul sufecto en dos ocasiones: la primera en el año 45, como colega de Marco Antonio Rufo, y la segunda vez en el año 76, con Gneo Pinario Cornelio Clemente de compañero de fasces.

## Orígenes familiares
Según Werner Eck, es posible que fuera originario de Arelate en la provincia de la Galia Narbonense. Silvano era hijo de Marco Pompeyo Prisco, un senador conocido por un senadoconsulto del año 20 de contenido desconocido. Los otros tres elementos de su nombre completo (Silvano, Estaberio y Flaviano) pueden deberse a una adopción testamentaria o herencia del apellido de su madre.

## Carrera pública
El primer consulado de Silvano fue como suffectus en el nundinium de septiembre a diciembre del año 45. Poco más de diez años después, fue nombrado procónsul de África para el período 56-58. Después de regresar a Roma, fue acusado de corrupción durante su gobierno en África, pero fue absuelto por Nerón.
Durante el año de los cuatro emperadores (69), fue nombrado gobernador de Dalmacia por Galba. Tácito lo describe como «rico y avanzado en años», que probablemente era exactamente lo que quería Galba: un político inexpresivo y poco ambicioso que cuidara una provincia importante. Sin embargo, Silvano se mostró susceptible a las llamadas del legado militar Lucio Annio Baso, quien le animó a apoyar a Vespasiano en contra del emperador Vitelio. Como recompensa, fue designado para un segundo consulado sufecto para el nundinium de mayo-junio del año 76 con Gneo Pinario Cornelio Clemente, un honor relativamente raro en esa época.
Fue nombrado cónsul para un tercer mandato en el año 83, pero murió antes de asumir el cargo. Tácito menciona que no tuvo hijos.